# Morphopsis ula
Morphopsis ula is een vlinder uit de familie Nymphalidae. De wetenschappelijke naam van de soort is voor het eerst geldig gepubliceerd in 1905 door Lionel Walter Rothschild & Karl Jordan.